# Plethodon ainsworthi
Salamandre de Bay Springs
Espèce
Statut de conservation UICN

 EX  : Éteint
Plethodon ainsworthi, la Salamandre de Bay Springs, est une espèce d'urodèles éteinte de la famille des Plethodontidae.

## Répartition
Cette espèce était endémique du Mississippi aux États-Unis. Elle se rencontre dans le comté de Jasper.
Elle n'a pas été observée depuis 1964 et est donc considérée comme éteinte par l'UICN.

## Étymologie
Cette espèce est nommée en l'honneur de Jackson Harold Ainsworth.

## Publication originale
- Lazell, 1998 : New salamander of the genus Plethodon from Mississippi. Copeia, vol. 1998, no 4, p. 967-970.